# П'єр Боннар
П'єр Боннар (фр. Pierre Bonnard; 3 жовтня 1867, Фонтене-о-Роз — 23 січня 1947, Ле-Канне) — французький живописець, майстер пейзажу, жанрових картин та натюрмортів, плакатної та книжкової графіки. Один із засновників постімпрессіністичної авангардної артгрупи митців Набі (Les Nabis). Боннар переважно малював по пам'яті, його картини виділяються мрійливім настроєм. Найбільш відомий зображенням затишних сцен щоденного домашнього життя, на яких часто була зображена його дружина Марта де Меліньї.

## Біографія

### Молоді роки
Народився П'єр у паризькому передмісті Фонтен-о-Роз, у інтелігентній родині. Батько його, Ежен Боннар, служив у військовому міністерстві, старший брат був хіміком, а молодша сестра — музикантом.
Він сам з дитинства цікавився стародавніми мовами та малюванням. Але за волею батька почав у Парижі вивчати правознавсто. Проте, поряд з правом Боннар вивчав і мистецтво (за власним покликанням). Він відвідував академію Жюльєна.
Після закінчення юридичного факультету в 1888 році Боннар вступає до Школи витончених мистецтв. Усі свої кошти він витрачав на сплату за навчання у цій школі. В цей час він затоваришував з Полем Серюз'є, Морісом Дені, Полем Рансоном. Разом вони створили групу «Набі» (від стародавнього єврейського слова «пророк»). Під впливом творчості Поля Гогена молоді художники намагалися знайти власний стиль модерну. При цьому він був близьким до символізму, що вирізнявся декоративністю форми живопису та головуванням кольорової плями.
У 1889 році Боннар бере участь у двох конкурсах — до Реєстратури та на Римську премію у Школі витончених мистецтв. Обидві спроби закінчилися невдачею. Тоді батько П'єра влаштовує його на роботу до свого знайомого — помічника прокурора. Але молодого Боннара вже мало цікавить юриспруденція.

### Творчість
Незабаром П'єр Боннар поступає до майстерні відомого театрального діяча Люн'є-По. Разом із Серюз'є він написав декорації до сатиричної п'єси А.Жаррі «Король Убю». Водночас молодий художник виробляє та розфарбовує маріонеток для лялькового театру, який було організовано чоловіком його сестри, композитором Клодом Террасом.
Перший успіх до Боннара прийшов у 1891 році, після перемоги у конкурсі плакатів, які рекламували шампанське. Після цього з'являються перші живописні роботи. Тут прослідковується захоплення П'єра японським мистецтвом. Усі намальовані ним картини у 90-х роках, навіть портрети, більше нагадують декоративні панно: «М-ль Андре Боннар з собаками» (1890 рік), «Буль де неж», «Жінка із зайцем» (1891 рік). За свої захоплення японським Боннар отримує жартівливе прізвище «Набі-японець».
Із середини 90-х років Боннар знайомиться з картинами імпресіоністів, які справили на нього значне враження. Після цього він більш серйозно починає займатися живописом. Це впершу чергу проявляється у літографіях «Деякі риси паризького життя» (1895 рік), а також у книжній графіці.
До Першої Світової війни П'єр Боннар ілюструє багато видань — «Паралельно» Поля Верлена, «Дафніс і Хлоя», «628-Є-8» Октава Мирбо, «Природна історія» Жюля Ренана та ін.
Але головне місце надавав живопису. «Бабуся з дитиною», «Дитина їсть вишні», «Молода дівчина коло лампи». В багатьох зі своїх картин Боннар малював домашніх тварин — кішок, собак. У 1896 році у паризькій галереї «Дюран-Рюель» було організовано першу персональну виставку робіт Боннара. Тут були пейзажі, побутовий жанр. Більша частина робот була виконана у темних тонах.
На початку нового століття Боннар починає відмовлятися від темних фарб. Цікавість до світла та багатим можливостям кольорової гами призводить до того, що П'єр більше малює фігурні композиції на пленері. В цьому стилі він створює низку портретів — Мізії та Таде Натансонів, Е.Вюйара, Ж.Бессона та ін. Цей стиль, до якого додався відхід від підкресленої вигадливості стилю модерн, спостерігається й у пейзажах — «Куток Парижа», 1905 рік, «Площа Кліши», 1912 рік, «Літо у Нормандії», 1911—1912 роки. В цих роботах бар'єри у вигляді стовпів, парапету, колон чи арок створювали особливий оптичний ефект, начебто віддаляючий глядача від зображених предметів і подій.
У 1912 році П'єр Боннар купує заміський дім у Верноні. Тут він малює свою відому серію «Інтер'єри». Художник експериментує із зображенням оточуючих предметів. Всі картини з інтер'єрами об'єднує одне — інтимність і безтурботність, прояв краси у звичайних речах.
Усі ці роботи приносять славу Боннару. Він постійно виставляє свої картини у багатьох галереях Франції, інших країн Європи, США.

### Останні роки життя
В останні два десятиліття свого життя П'єр Боннар все більше захоплюється пейзажами та натюрмортами. Він переїздить до невеличкого міста Ле Канне, де купує віллу «Ле Боске». Серед творів цього періоду у Боннара — «Червоні маки» (1926 рік), «Балконні двері» (1933 рік), «Оголена у ванні» (1938—1941 роки).
З початком Другої Світової війни, особливо у 1940—1941 роках, умови життя Боннара погіршуються. Під час окупації Німеччиною П'єр змушений був обмінювати свої картини на харчі. Між тим Боннар продовжує малювати. Його улюбленими фарбами стають жовті, помаранчеві та золотаво-сірі тони. Все частіше він використовує чисту білу фарбу. Саме нею П'єр Боннар пише одну з останніх своїх картин — «Циркового коня» у 1946 році. За декілька днів до смерті Боннар закінчив свою останню картину — «Мигдалеве дерево квітне».

## Родина
В 1894 році Баннар знайомиться з натурницею Марією Бурсен (відомішою під ім'ям Марти де Меліньї), яка незабаром стає його дружиною Але шлюб вони офіційно занотували тільки у 1925 році.